# Operatie Braganza
Operatie Braganza was een Britse operatie in Noord-Afrika tijdens de Tweede Wereldoorlog. De operatie stond onder bevel van generaal Brian Horrocks, en ging vooraf aan Operatie Lightfoot, onderdeel van de Tweede Slag bij El Alamein.
De operatie werd uitgevoerd in de nacht van 29 september 1942 en had als doel om een stuk grond nabij Deir el Munassib (Egypte) te veroveren, vanwaar men artillerie in kon zetten. Het belangrijkste deel van de manschappen waren soldaten van de 131e Infanteriebrigade, van de 44e (Home Counties) Infanteriedivisie, met steun van de 4e Pantserbrigade en wat artillerie.

## De slag
Het 1/6th Queens Royal regiment, dat via het noorden moest aanvallen, stuitte op weinig weerstand, terwijl het 1/5th Queens Royal regiment, dat via het zuiden aanviel, juist veel verliezen leed, toen het bij posities van de Duitse Ramcke Parachute Brigade en de Italiaanse 185e Luchtlandingsdivisie aankwam. Hierbij verloren ze 12 officieren en 260 manschappen.
Er werden meerdere pogingen ondernomen om bij de overlevenden van het 5e regiment te komen, om vervolgens te kunnen reorganiseren en een nieuwe aanval te ondernemen. In de noordelijke sector slaagde deze onderneming en kon de 132e Infanteriebrigade een nieuwe aanval ondernemen, maar in het zuiden, bij de 131e Infanteriebrigade, waren veel slachtoffers van de hitte. Toen op de volgende dag nieuwe pogingen om de restanten van het 5e regiment te ontzetten en andere pogingen om het offensief nieuw leven in te blazen mislukten, stopte generaal Horrocks de operatie.
Vanwege de verliezen die werden geleden in deze operatie hadden enkele eenheden niet meer genoeg aanvalskracht om mee te kunnen doen aan Operatie Lightfoot, en moest generaal Bernard Montgomery zijn plannen voor het offensief aanpassen.